# Хуаньцуй
Хуаньцу́й (кит. упр. 环翠, пиньинь Huáncuì) — район городского подчинения городского округа Вэйхай провинции Шаньдун (КНР).

## История
При империи Мин из-за угрозы нападения пиратов-вокоу северная часть уезда Вэньдэн была отдана военным властям, и здесь в 1398 году был организован Вэйхайский караул (威海卫, Вэйхай вэй). При империи Цин из-за того, что угрозы пиратских нападений уже не было, территория Вэйхайского караула была в 1735 году возвращена под юрисдикцию уезда Вэньдэн.
В 1870-1880-х годах Ли Хунчжан всемерно развивал и укреплял порт Вэйхай в преддверии неизбежной войны с Японией. В 1895 году во время японо-китайской войны порт Вэйхай, остававшийся последней укреплённой базой Бэйянского флота, был захвачен японцами. В 1898 году Китай сдал порт в аренду Великобритании, в результате чего появилась колония Британский Вэйхай.
В 1930 году порт был возвращён Китаю; административно порт Вэйхайвэй был преобразован в Вэйхайвэйский административный район (威海卫行政区), подчинённый напрямую Исполнительному юаню Китайской республики.
По окончании Второй мировой войны по распоряжению властей провинции Шаньдун в августе 1945 года эта территория была объявлена городом Вэйхайвэй (威海卫市). В мае 1950 года был создан Специальный район Вэньдэн (文登专区); город Вэйхайвэй был при этом расформирован, а вместо него образован уезд Вэйхай (威海县). В марте 1951 года по указанию Восточно-Китайского военного округа властями провинции Шаньдун уезд Вэйхай был расформирован, а вместо него образован город Вэйхай. В 1954 году город Вэйхай был выведен из подчинения властям специального района и подчинён напрямую властям провинции. В 1956 году Специальный район Вэньдэн был расформирован, а входившие в него административные единицы были переданы в состав Специального района Лайян (莱阳专区). В 1958 году Специальный район Лайян был переименован в Специальный район Яньтай (烟台专区); город Вэйхай был при этом выведен из подчинения властям провинции и передан в подчинение властям Специального района. В 1967 году Специальный район Яньтай был переименован в Округ Яньтай (烟台地区).
В 1983 году постановлением Госсовета КНР Округ Яньтай был расформирован, а вместо него создан городской округ Яньтай; город Вэйхай был при этом подчинён властям провинции Шаньдун, делегировавшим управление им городскому округу Яньтай.
В 1987 году постановлением Госсовета КНР был образован городской округ Вэйхай; территория бывшего города Вэйхай стала районом Хуаньцуй в его составе.

## Административное деление
Район делится на 9 уличных комитетов и 10 посёлков.